# Сельское поселение «Деревня Ореховня»
Се́льское поселе́ние «Деревня Ореховня» — муниципальное образование в Износковском районе Калужской области Российской Федерации.
Административный центр — деревня Ореховня.

## История
Статус и границы сельского поселения установлены Законом Калужской области от 28 декабря 2004 года № 7-ОЗ «Об установлении границ муниципальных образований, расположенных на территории административно-территориальных единиц "Бабынинский район", "Боровский район", "Дзержинский район", "Жиздринский район", "Жуковский район", "Износковский район", "Козельский район", "Малоярославецкий район", "Мосальский район", "Ферзиковский район", "Хвастовичский район", "Город Калуга", "Город Обнинск", и наделении их статусом городского поселения, сельского поселения, городского округа, муниципального района».

## Население
| 2010 | 2012 | 2013 | 2014 | 2015 | 2016 | 2017 |
| ---- | ---- | ---- | ---- | ---- | ---- | ---- |
| 244  | ↘237 | ↗241 | ↘230 | ↘216 | ↘212 | ↘206 |
| 2018 | 2019 | 2020 | 2021 |      |      |      |
| ↘205 | ↘190 | ↗193 | →193 |      |      |      |

## Состав сельского поселения
| № | Населённый пункт | Тип населённого пункта          | Население |
| - | ---------------- | ------------------------------- | --------- |
| 1 | Дряблово         | деревня                         | ↘2        |
| 2 | Игумново         | деревня                         | →4        |
| 3 | Кузнецово        | деревня                         | ↘11       |
| 4 | Луткино          | деревня                         | ↘4        |
| 5 | Новые Клины      | деревня                         |           |
| 6 | Ореховня         | деревня, административный центр | ↘172      |
| 7 | Пронькино        | деревня                         | ↗5        |
| 8 | Семёновское      | деревня                         | ↗46       |